# براوندل (تگزاس)
براوندل، تگزاس(به انگلیسی: Browndell, Texas) شهری در ایالت تگزاس از ایالات جنوبی ایالات متحده آمریکا است. در سرشماری سال ۲۰۰۰، جمعیت این شهر ۲۱۹ نفر اعلام شد.